# Ísis Valéria Gomes
Ísis Valéria Gomes és una editora, escriptora, crítica literària i professora brasilera, que també treballa com a consultora en programes de foment de la lectura i assessora de col·leccions al Brasil i a l'estranger.
És membre de la Fundació Nacional per al Llibre Infantil i Juvenil (FNLIJ) des de 1980, on imparteix cursos i tallers sent també presidenta del consell directiu de l'organització. És autora de ressenyes de llibres infantils i juvenils per a aquesta fundació i és membre del jurat del Premi FNLIJ de Literatura per a Nens i Joves, des de 1998. Imparteix cursos en l'àrea editorial de la Universitat Federal de Rio de Janeiro, la Fundació Biblioteca Nacional, la Universitat del Llibre, la Fundació Editora de la Unesp, i l'Escola del Llibre i la Cambra Brasilera del Llibre.